# Refugio nacional de vida silvestre Playa Hermosa
El Refugio Nacional de Vida Silvestre Playa Hermosa-Punta Mala es un área de conservación natural de Costa Rica, perteneciente al Área de Conservación Pacífico Central. Se encuentra ubicado en el cantón de Garabito, provincia de Puntarenas, a unos 5 km de la ciudad de Jacó, y a 1.5 horas en automóvil desde San José, capital del país. Fue creado el  3 de junio de 1998. Su objetivo es proteger el desove de la tortuga lora, lo que lo hace de gran relevancia al ser ésta una especie en vías de extinción. También conserva la franja de playa donde está ubicado un manglar.

## Refugio
El refugio está constituido por la playa, esteros, estuarios, bosques inundados, lagos y lagunas, con gran variedad de especies residentes y migratorias. Se extiende de noroeste a sureste desde Punta Mala, también conocida como Punta Judas, hasta la desembocadura del río Tullín o Tusubres, que sirve de límite entre los cantones de Garabito y Parrita. El refugio se encuentra dividido en dos secciones: la parte de Hermosa o Tullín, entre la desembocadura del río y la población de Playa Hermosa, de unos 7 km de longitud, y la sección de Punta Mala, desde Playa Hermosa hasta la punta de este nombre.
Entre las poblaciones más cercanas al refugio se encuentran Playa Hermosa y Quebrada Amarilla, del cantón de Garabito, y Esterillos Oeste, del cantón de Parrita. Estas poblaciones reúnen los recursos naturales más importantes del área, dado que cuentan con gran cantidad de playas, flora, fauna y recursos hídricos. El refugio se encuentra ubicado dentro de una región de rápido desarrollo socioeconómico y turístico del Pacífico central de Costa Rica, como se puede observar en la cercana ciudad de Jacó.
El principal objetivo del refugio es la protección de la tortuga lora (Lepidochelys olivacea), que desova en sus playas. Ocasionalmente, el sitio también sirve de desove para tortugas negras (Chelonia mydas) y baula (Dermochelys coriacea).
Debido a que es una zona protegida, dentro del refugio está prohibida la pesca, acampar o encender fuegos, así como sacar especies autóctonas.

## Playa
Con 8 km de longitud, Playa Hermosa es una larga playa de costas abiertas y arena gris. Posee fuertes corrientes, lo que lo hace algo peligrosa para practicar la natación, pero esto en cambio favorece la formación de fuerte oleaje, lo que la hace ideal para la práctica del surf. Se puede disfrutar también del mar, el sol y las bellezas escénicas.
No debe confundirse esta playa con otra del mismo nombre, ubicada en la provincia de Guanacaste.
Playa Hermosa ocupó el octavo lugar entre las 10 mejores playas de Centroamérica según los viajeros, en el ranking «Travellers Choice 2013» del sitio de internet Tripadvisor.

## Galería

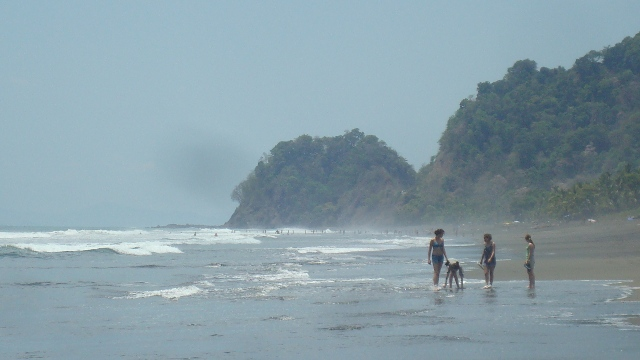
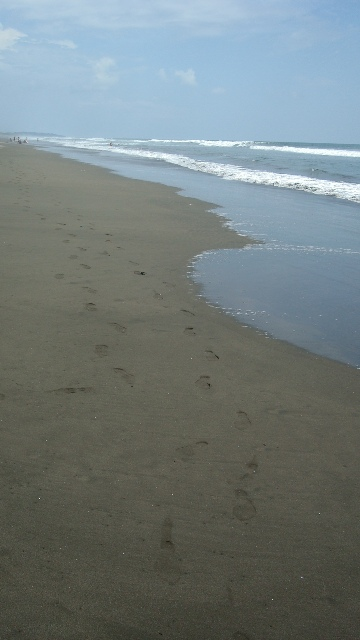
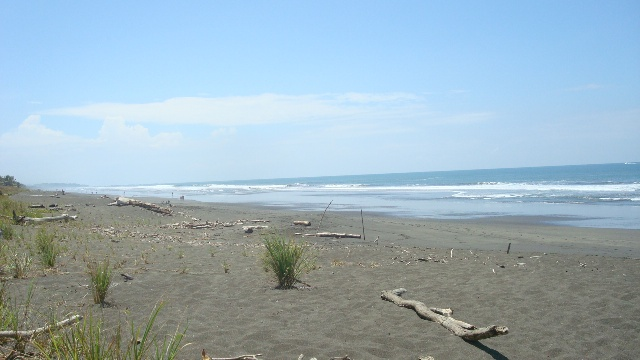
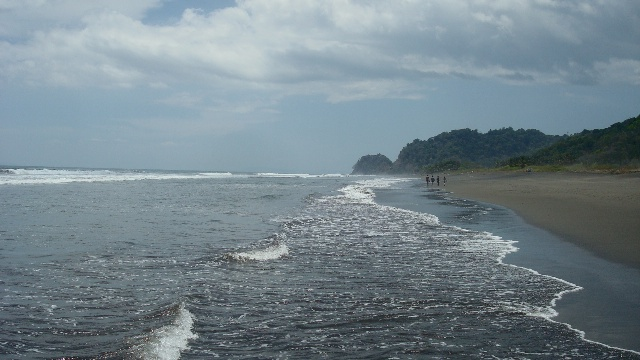
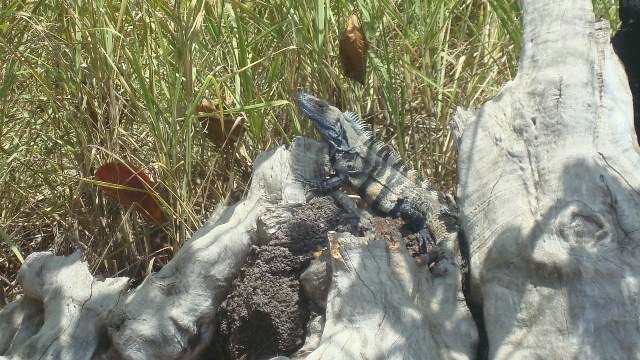
Ctenosaura similis.